# 伊予大平駅
伊予大平駅（いよおおひらえき）は、愛媛県伊予市大平にある四国旅客鉄道（JR四国）予讃線の駅である。駅番号はU07。下り方の次駅・伊予中山との間に、JR四国において最長となる犬寄トンネル（6,012m）が存在する。

## 歴史
- 1986年（昭和61年）3月3日：日本国有鉄道の駅として開業[3]。
- 1987年（昭和62年）4月1日：国鉄分割民営化により、JR四国の駅となる[3]。

## 駅構造
単式1面1線ホームを持つ盛土駅。

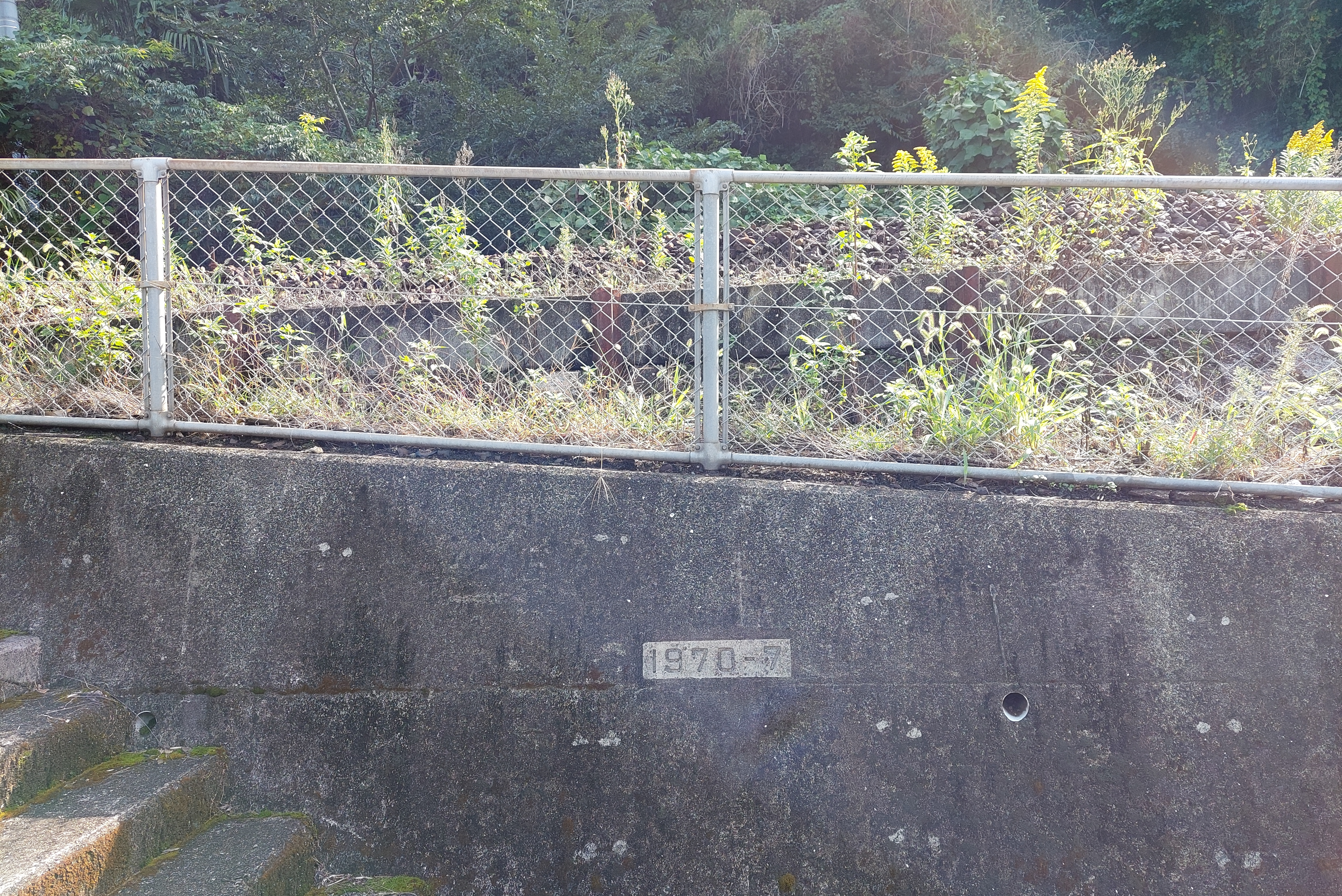
「1970-7」と刻まれた階段脇のコンクリート（2024年10月）
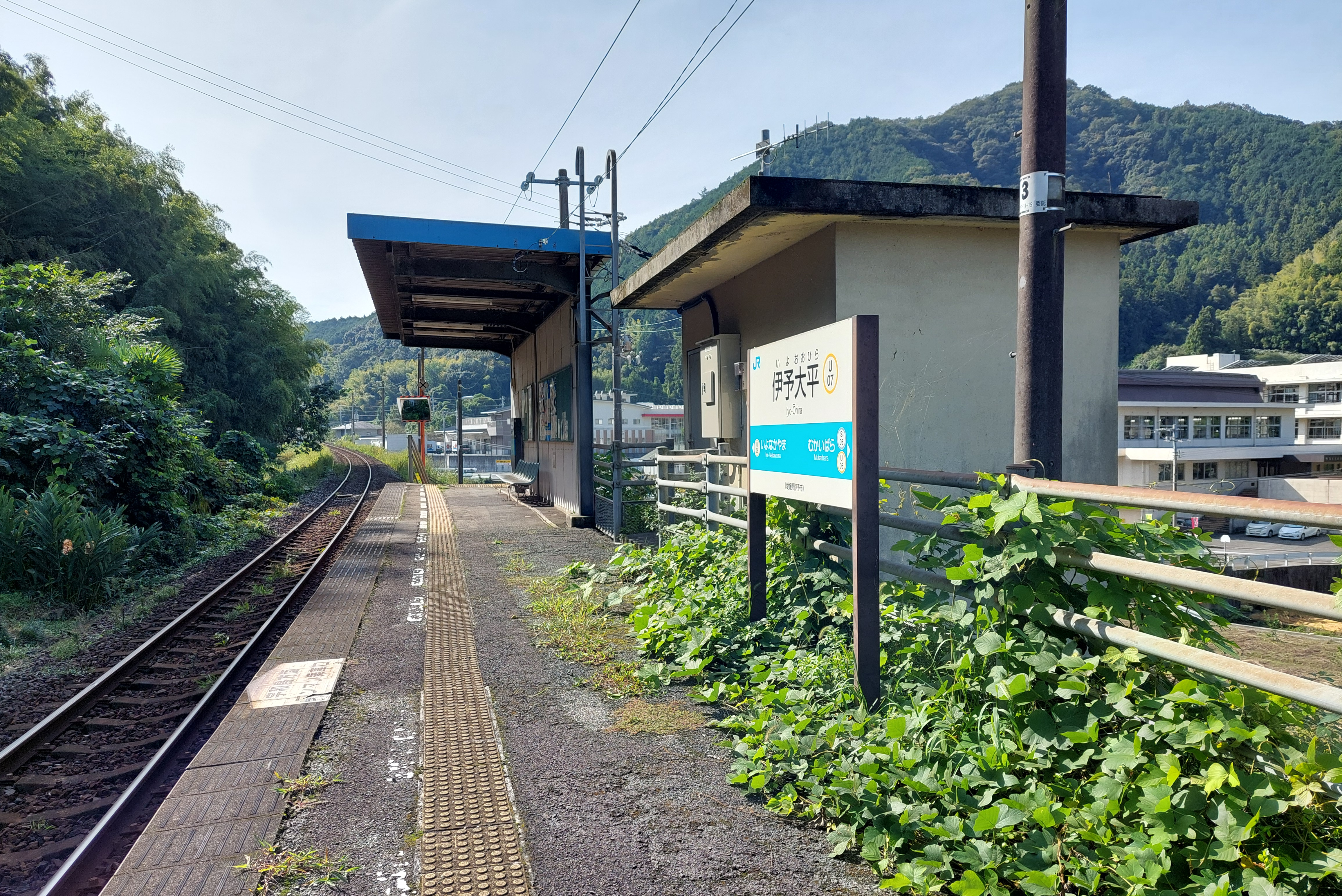
プラットホーム（2024年10月）

## 利用状況
- 伊予大平駅の利用状況の変遷を下表に示す[4]。
  - 輸送実績（乗降人員）の単位は人であり、年度での総計値を示す[4]。
  - 表中、最高値を赤色で、最高値を記録した年度以降の最低値を青色で、最高値を記録した年度以前の最低値を緑色で表記している。

| 年 度              | 当駅分輸送実績（乗降人員）：人／年度 | 当駅分輸送実績（乗降人員）：人／年度 | 当駅分輸送実績（乗降人員）：人／年度 | 当駅分輸送実績（乗降人員）：人／年度 | 特 記 事 項 |
| ------------------ | ------------------------------------ | ------------------------------------ | ------------------------------------ | ------------------------------------ | ----------- |
| 年 度              | 通勤定期                             | 通学定期                             | 定期外                               | 合 計                                | 特 記 事 項 |
| 2005年（平成17年） | 13,140                               | ←←←←                                 | 5,110                                | 18,250                               |             |
| 2006年（平成18年） | 12,410                               | ←←←←                                 | 5,840                                | 18,250                               |             |
| 2007年（平成19年） | 11,712                               | ←←←←                                 | 5,856                                | 17,568                               |             |
| 2008年（平成20年） | 13,870                               | ←←←←                                 | 5,110                                | 18,980                               |             |
| 2009年（平成21年） | 13,870                               | ←←←←                                 | 3,650                                | 17,520                               |             |
| 2010年（平成22年） |                                      | ←←←←                                 |                                      |                                      |             |
| 2011年（平成23年） |                                      | ←←←←                                 |                                      |                                      |             |
| 2012年（平成24年） |                                      | ←←←←                                 |                                      |                                      |             |

## 駅周辺
- 伊予市立南山崎小学校
- 国道56号

## 隣の駅
四国旅客鉄道（JR四国）
■予讃線
向井原駅 (U06) - 伊予大平駅 (U07) - 伊予中山駅 (U08)